# Józef Paweł Darski
Józef Paweł Darski (ur. 30 sierpnia 1941 r. w Łobżenicy, zm. 18 marca 2016 r. w Poznaniu) – polski germanista, językoznawca, dialektolog, profesor Uniwersytetu im. Adama Mickiewicza w Poznaniu. Autor oryginalnego modelu analizy języka i gramatyki języka niemieckiego. W latach 1988–1993 i 1996-2002 prodziekan ds. nauki, w latach 2002-2008 dziekan Wydziału Neofilologii Uniwersytetu im. Adama Mickiewicza w Poznaniu. Założyciel i kierownik Zakładu Gramatyki Opisowej Języka Niemieckiego (1991-2011) w Instytucie Filologii Germańskiej UAM w Poznaniu.

## Kariera naukowa
Studia germanistyczne ukończył 14 maja 1965 r. w UAM w Poznaniu uzyskując tytuł magistra filologii germańskiej. 14 stycznia 1974 r. uzyskał stopień doktor nauk humanistycznych na podstawie dysertacji Morphonologie der Reste der ehemaligen deutschen Mundart von Sępólno Krajeńskie napisanej pod opieką prof. Ludwika Zabrockiego. 2 kwietnia 1987 r. uzyskał stopień doktora habilitowanego nauk humanistycznych na podstawie rozprawy Linguistisches Analysemodell. Definitionen grundlegender grammatischer Begriffe. 14 grudnia 1999 r. otrzymał tytuł naukowy profesora nauk humanistycznych przedkładając jako osiągnięcie monografię Bildung der Verbformen im Standarddeutschen.
Stypendysta Fundacji im. Alexandra von Humboldta, w ramach stypendium pobyty badawcze w Instytucie Języka Niemieckiego w Mannheimie (1980-81) i na Wolnym Uniwersytecie w Berlinie (1995).
Przewodniczący Polskiego Towarzystwa Neofilologicznego (1989-1992), zastępca przewodniczącego Stowarzyszenia Germanistów Polskich, członek Societas Linguistica Europaea i Internationale Vereinigung der Germanisten, członek poznańskiego oddziału Societas Humboldtiana Polonorum.
Współrganizator (z prof. Zygmuntem Vetulanim) 26 edycji cyklicznej dorocznej międzynarodowej konferencji Linguistisches Kolloquium w Poznaniu w roku 1991, pierwszej edycji w Polsce i w Europie Środkowo-Wschodniej.
Współpracował z Uniwersytetem Warmińsko-Mazurskim w Olsztynie oraz z Państwową Wyższą Szkołą Zawodową w Koninie. Promotor i opiekun ponad 200 magistrantek i magistrantów oraz 9 doktorów.

## Osiągnięcia naukowe

### Monografie
- Linguistisches Analysemodell. Definitionen grundlegender grammatischer Begriffe. Wydawnictwo UAM, Poznań 1987
- Bildung der Verbformen im Standarddeutschen. Niemeyer, Tübingen 1999
- Linguistisches Analysemodell. Definitionen grundlegender grammatischer Begriffe. Wydawnictwo UAM, Poznań 2004
- Deutsche Grammatik. Ein völlig neuer Ansatz. Peter Lang Verlag, Frankfurt a.M. et al. 2010
- Gramatyka niemiecka z uwagami konfrontatywnymi. Wydawnictwo UAM, Poznań 2012
- Deutsche Grammatik. Ein völlig neuer Ansatz. 2., aktualisierte und erweiterte Auflage. Neubearbeitung für Deutsch-als-Fremdsprache-Unterricht.Peter Lang Verlag, Frankfurt a.M. et al. 2015